# دوسر شاروني
الدوسر الشاروني (الاسم العلمي: Aegilops sharonensis) نوع نباتي يتبع جنس الدوسر من الفصيلة النجيلية. 

## الموئل والانتشار
موطنه بلاد الشام.

## مرادفات للاسم العلمي
- (باللاتينية: Sitopsis sharonensis (Eig) Á. Löve)